# L'Ombre du zèbre
L'Ombre du zèbre est un roman policier de Alice Quinn, paru en 2016 (version numérique) et publié en version papier en 2019 chez Alliage association. Il constitue le troisième tome de la série Au pays de Rosie Maldonne.

## Résumé
Rosie Maldonne est amenée à remplacer auprès de ses patients la psy chez qui elle fait le ménage, tout en essayant de sauver une adolescente utilisée comme mule par un trafiquant de drogue d'origine albanaise.

## Éditions
L'édition originale a paru en France en 2016 par les éditions Amazon Publishing Alliage.
1. L'Ombre du zèbre (2016). Cannes : Alliage association, 01/2019, 400 p.  (ISBN 979-10-227-9297-4)

## Traduction
en anglais
- Queen of the Masquerade : A Rosie Maldonne Mystery / traduit par Alexandra Maldwyn-Davies. Seattle, WA : Amazon Book Crossing, 11/2016, 398 p.  (ISBN 9781503939493)
- Version audio lue par Carly Robins. Brilliance Publishing, 11/2016. CD audio  (ISBN 9781531866068) ; CD MP3  (ISBN 9781531866075)